# 160x50
160x50 è il terzo e ultimo lavoro in italiano per Herman Medrano, registrato presso lo sTudio T di Dj T a Sorgà, in provincia di Verona, e pubblicato nel 2001.
Vede featuring di Osteria Lirica, Centro13 (Ciacca, Mistaman) e Frank Siciliano. Le produzioni di Dj Shocca, Cizte dei La Cuuda, Frank Siciliano, Davoucci (cugino di Shocca) e DJ Rough (oltre che dello stesso Herman Medrano).
Nell'album compaiono le prime due tracce ufficiali in lingua veneta, Bordeo e Bati chee man. Bordeo è stata poi riproposta in versione rock nell'album Turboamerica dei Catarrhal Noise, mentre Bati chee man è stata remixata dallo stesso Herman Medrano per l'album Mediamente Mona.

## Tracce
1. Nebbia in bottiglia – 1:34
2. 160x50 – 4:15
3. Chi sono – 4:08
4. Bzzz...medrano! – 4:06
5. Bordeo – 4:06
6. Dimmidichitifidi (feat. Mistaman) – 3:42
7. Franchising – 2:47
8. Radioattivo – 3:45
9. Che mi sta succedendo – 4:04
10. 1, 2, 3 (feat. Ciacca) – 4:30
11. Corpo a corpo – 3:54
12. The next ounce (feat. Frank Siciliano) – 3:41
13. Batti chee man – 3:55
14. Cosa credeva – 3:58
15. Break! (feat. Mistaman) – 1:15
16. Blah-blah (feat. Jap, Jimbo, Zampa) – 3:55
17. Per gli scarsi (remix) – 4:32